# Лесково (село, Московская область)
Леско́во — село в муниципальном округе Егорьевск Московской области России.  

## География
Село Лесково расположено в северо-восточной части муниципального округа Егорьевск, примерно в 16 километрах к северо-востоку от города Егорьевск. В 1,5 километрах к северу от села протекает река Поля. Высота над уровнем моря 137 метров.

## Название
В планах Генерального межевания XVIII века упоминается как сельцо Лесково.
Название связано с некалендарным личным именем Леско или Лесок.

## История
До отмены крепостного права село принадлежало помещице Ахлестышевой. После 1861 года село вошло в состав Старо-Василевской волости Егорьевского уезда. Приход находился в селе Знаменское.
В 1926 году село входило в Лесковский сельсовет Поминовской волости Егорьевского уезда.
До 1994 года Лесково входило в состав Саввинского сельсовета Егорьевского района, а в 1994—2006 гг. — Саввинского сельского округа.
Входила в состав сельского поселения Саввинское.

## Демография
В 1885 году в селе проживало 143 человека, в 1905 году — 160 человек (60 мужчин, 100 женщин), в 1926 году — 76 человек (41 мужчина, 35 женщин). По переписи 2002 года — 11 человек (7 мужчин, 4 женщины). Население — 16 чел. (2010). 
| 1885 | 1905 | 1926 | 2002 | 2006 | 2010 |
| ---- | ---- | ---- | ---- | ---- | ---- |
| 143  | ↗160 | ↘76  | ↘11  | ↘9   | ↗16  |